# Cugung
Cugung is een bestuurslaag in het regentschap Lampung Selatan van de provincie Lampung, Indonesië. Cugung telt 1335 inwoners (volkstelling 2010).